# Ноктюрни (Клод Дебюссі)

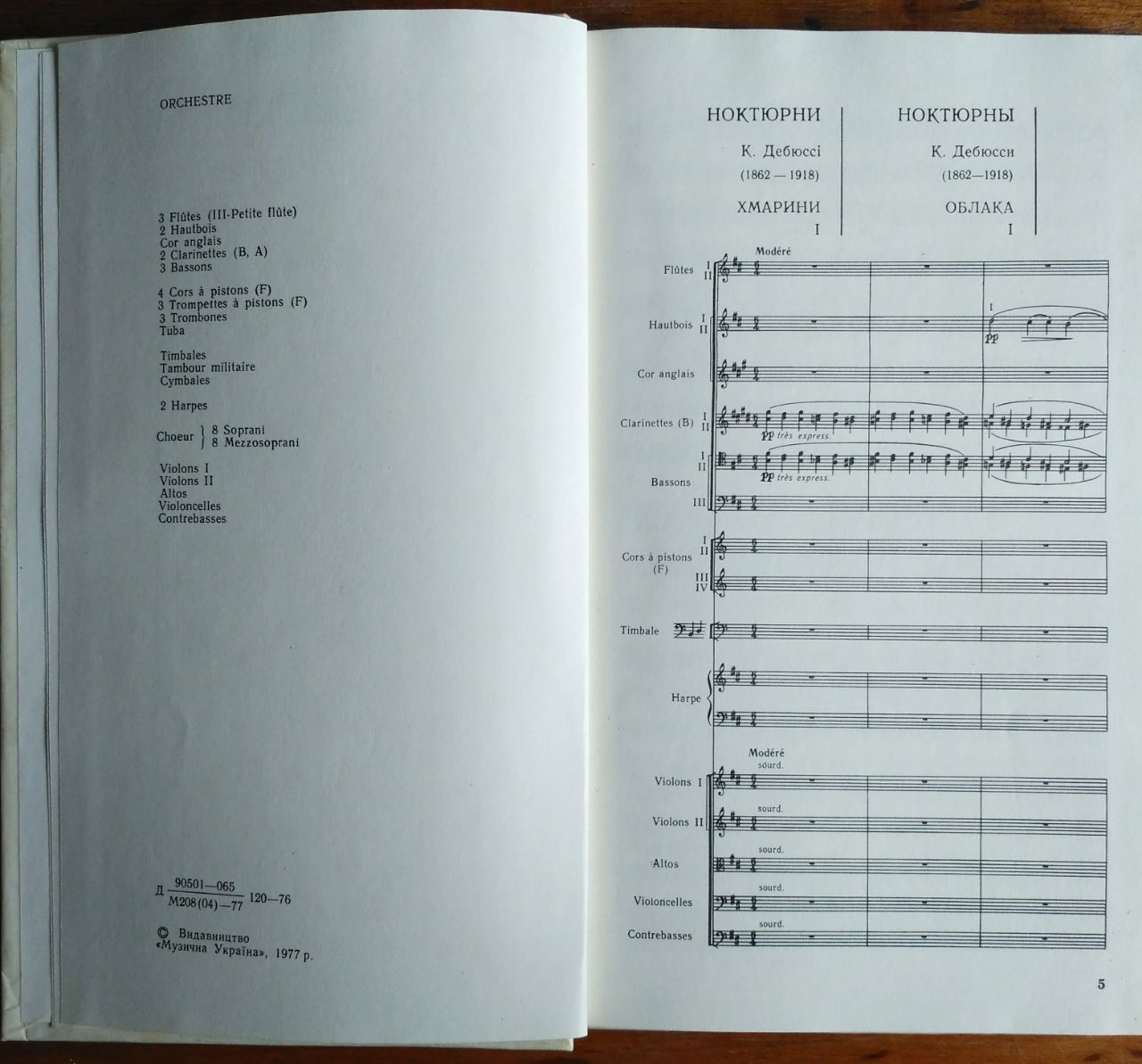

Ноктюрни (фр. Nocturnes) — симфонічний цикл Клода Дебюссі, який складається з трьох частин. Написаний у 1897–1899 роках.
В цьому творі композитор звертається до романтичного жанру ноктюрн, але у Дебюссі він має дещо інше наповнення. Жанр ноктюрну вперше з'являється у Д. Фільда, а отримує розвиток та стверджується у Ф. Шопена. Цей жанр виходить з серенад (нічних любовних пісень). За часів Шопена ноктюрн  стає ліричним одкровенням автора. Йому притаманний особливий ліричний стан. «Ноктюрни» Клода Дебюссі — це перш за все картини-настрої, картини-враження.
Симфонічна творчість Дебюссі  особливе самостійне відгалуження у західноєвпропейскій музиці. Дебюссі не засновується на принципах симфонізму Бетховена, але деякий вплив на нього мали симфонізм Ліста і Берліоза (програмність, прийоми гармонізації та оркестровки). Також на Дебюссі мала вплив російська симфонічна музика, особливо композитор був вражений відвідуванням «Російських концертів» в Парижі на Всесвітній виставці 1889 року. У своїй музиці Дебюссі прагнув досягти картинних прийомів, притаманних стилю художників-імпресіоністів. На такі експерименти його надихнув композитор і друг Е. Саті, який звернув особливу увагу Дебюссі на роботи К. Моне і подав ідею виразити прийоми з живопису музичними засобами.

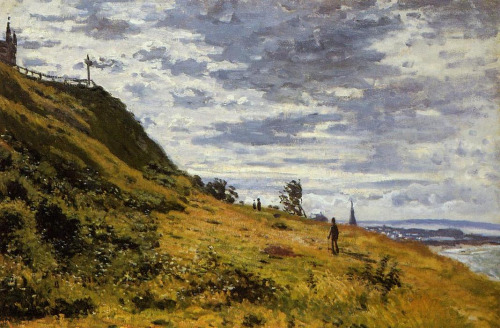
Клод Моне, Прогулянка скелями Сент-Андрес, 1967 р.

## Історія створення
Ідея «Ноктюрнів» зароджується у Дебюссі після зустрічі із композитором та скрипалем Е.Ізаї.
В вересні 1894 року він повідомляє Ізаї в листі:
«Я пишу три Ноктюрна для скрипки з оркестром. В першій частині задіяна струнна група, у другій — флейти, чотири ріжка, три труби і дві арфи, у третій ці групи об'єднуються. Короче кажучи, це експеримент із різноманітними поєднаннями відтінків одного кольору — схоже на етюд у сірих тонах в живопису. Я маю надію, що це зацікавить вас. Я забросив Пеллеаса заради цієї роботи — і повинен сказати, що чим далі я просуваюсь, тим сильніше відчуваю пригніченість та занепокоєння…»
Згодом ця ідея переродилася в п'єси для оркестру, які він закінчив в 1899 році. Про сам процес створення «Ноктюрнів» композитор пише, що він нібито «подовжує кілометри тактів».
У листі від 14 липня 1898 року Дебюссі пише своєму другові Жоржу Артману з Парижу, який проходив курс лікування мінеральними водами в Австрії:
«Як я вам вже повідомляв, я закінчив „Ноктюрни“, не зовсім готова тільки інструментовка втім це теж скоро буде зроблено».
Артман, паризький музичний видавник, допомагав Дебюссі і підтримував його матеріально. 
На деякий час Дебюссі відкладає «Ноктюрни» і працює над твором для голосу і симфонічного оркестру «Верболіз» (фр. La Saulaie), але цей твір так і не був завершений, хоча композитор спочатку планував поставити в програмі концерта «Верболіз» після виконання «Ноктюрнів». Втративши інтерес до «Верболізу», Дебюссі знову переключається на створення триптиху, і, після його завершення, хоче якнайшвидше передати копію «Сирен» (ІІІ частини твору) Артману, але копіїст робить багато помилок в роботі, на що композитор дуже скаржеться.
В серпні 1899 року композитор пише:
«Мій дорогий господин Артман, ось і „Сирени“. Приміть їх без роздратування і прихильно подивіться на останні чотири сторінки... Вони коштували мені 20 днів життя... В мене жахливо мало грошей!»
Перше виконання відбулось в Парижі на Концертах Ламурйо 9 грудня 1900 року під керівництвом Камілла Шевійяра. З цього приводу Альфред Брюно заявив:
«...Дебюссі, чиї твори так рідко виконуються, є однією з найчудовіших та творчих особистостей нашого часу».
На прем'єрі прозвучали дві перші частини. Повне виконання відбулось тільки через рік — 27 грудня 1901 року, після чого «Кур'єр Ундін» написав:
«Більш солодкої імпресіоністичної симфонії неможливо собі уявити. Це створено з одних тільки спалахів звуку».
Інші газети написали не менш захоплюючі відгуки, які в один голос казали, що Дебюссі досягнув «повної ясності думки і точності виразу».
В 1909 році композитор сам диригував «Ноктюрнами» в Королівському залі (Лондон). Перед цією поїздкою Дебюссі консультується з лікарем у зв'язку із поганим самопочуттям і дізнається про свій страшний діагноз — рак шлунку. Композитор був шокований такою звісткою, але планів не змінив. Він диригував в Лондоні «Ноктюрнами» і «Фавном». При чому «Свята» викликали на біс, а потім і «Фавна». Дебюссі писав своєму видавцеві, що падав від втоми і що це не найкращий стан для диригента. Але фінансові труднощі змусили його витримати це тяжке випробування.
Симфонічний цикл «Ноктюрни» Дебюссі присвятив своїй дружині Лілі Дебюссі.
В подальшому частіше за все «Ноктюрни» виконуються у складі двох перших частин.

## Літературна програма автора і музика
«Ноктюрни» — три симфонічні картини: «Хмарини», «Свята», «Сирени». Вони об'єднані в сюїту не стільки єдиним сюжетом, скільки близьким образним змістом.
Симфонічний цикл побудований на контрастах, — три картини, три абсолютно різні настрої. До кожної з них є невелика літературна передмова автора.
Ось що пише сам автор:
«Заголовок «Ноктюрни» має значення більш загальне і особливо більш декоративне. Тут діло не у звичній формі ноктюрна, але в усьому, що це слово вміщує від враження світла.
«Хмарини» — це нерухомий образ неба з повільно і меланхолічно пропливаючими сірими хмарами; віддаляючись вони гаснуть, ніжно відтінені білим світлом.
«Свята» — це рух, танцюючий ритм атмосфери зі спалахами раптового світла, це також епізод ходи (осліпляюче і химерне видіння), яка іде через свято і зливається з ним; але фон залишається увесь час — це свято, змішання музики із пилом, що світиться, залишаючи загальну частину ритму.
«Сирени» — це море і його безмежно різноманітний ритм; серед посріблених місяцем хвиль виникає, розсипається сміхом і віддаляється таємничий спів сирен».
«Хмарини» (фр. Nuages) — головна тема побудована на мотиві з середньовічної секвенції Dies irae (День гніву) — в цьому випадку це символ абсолютної самотності, пустоти. До «Хмарин» дуже близькою по духу є прелюдія Дебюссі «Сліди на снігу» — відчуття скорботи, вічності, нескінченного руху. Цей рух нікуди не направлений, не має цілі. Твір написаний у складній 3-частинній формі. Основна тональність h moll.
Початок відтворює мальовничий образ безодні неба з його непостійним відтінком. Послідовність з квінт і терцій у двох кларнетів і двох фаготів звучить у постійному русі чвертями. В подальшому розвитку ця тема звучить у струнних. Ланцюжки «пустих» акордів, які не мають терцію або квінту, змінюються послідовностями «пряних» нонакордів або простих тризвуків. У п'ятому такті з'являється мелодичний хід, який виконує англійський ріжок з його матовим звучанням.
У середньому розділі звучить яскрава тема у арфи і флейти в октаву на фоні струнних divisi. Тональність - dis moll. Мовбито хмари розступилися і сонячні проміні осіяли безмежні простори полів.
Через деякий час знову з'являється тема англійського ріжка, яка повертає нас до попереднього стану сірого і хмарного неба. Основна тема неначе тане, звучать окремі мелодичні фрази, здалеку чути розкати грома (літаври).
Склад оркестру: 2 флейти, 2 гобоя, англійський ріжок, 2 кларнета, 2 фагота, 4 валторни, литаври, арфа, струнні.
«Свята» (фр. Fêtes) — відчуття терпкого аромату Південної Франції та Іспанії. Тричастинна композиція будується на зіставленні двох образів — танцю (І і III частини) і маршу (тема епізоду). Тональність f moll — A dur.
З перших тактів атмосфера свята створюється енергійним танцювальним ритмом. Це кварто-квінтові співзвуччя у скрипок на ff у високому регістрі. Перша частина сонячна та яскрава. Мелодія головної теми побудована на поступовому русі з оспівуванням опорних звуків, жанрово нагадує тарантелу. В першому розділі ми чуємо кларнет, англійський ріжок і флейту з гобоєм. Кожне нове проведення теми звучить з новим тембровим забарвленням. Одне з проведень засновано на цілотоновій гамі (звеличений лад).
Найбільший контраст в усьому циклі знаходиться саме у «Святах»— при переході на середню частину (марш). Ефект поступового наближення ходи створюється наростанням звучання, зміною оркестрового викладення та гармонії. В кульмінації тема маршу звучить грандіозно і урочисто.
Реприза повертає нас до основної святкової теми, марш «зникає». Наприкінці твору звучать усі теми «Свят», але вже як відголоски.
Склад оркестру: 3 флейти, флейта-пікколо, 2 гобоя, англійський ріжок, 2 кларнета, 3 фагота, 4 валторни, 3 труби, 3 тромбони, туба, 2 арфі, литаври, малий барабан, тарілки, струнні.
«Сирени» (фр. Sirènes) — образ моря і таємничі звуки сирен. Тональність H dur, період типу разгорнутості і варіаційність.
Сирени — це давньогрецькі міфічні створіння, русалки. За художнім задумом твір близький до «Хмарин» відсутністю яскравих контрастів і статикою. Але це компенсується колористичною інструментовкою, в якій приймає учать жіночий хор (вісім сопрано і вісім меццо-сопрано). Тут Дебюссі використовує дуже цікавий прийом — спів із закритим ротом. Спів сирен лунає начебто з глибини моря.
Склад оркестру: 3 флейти, 2 гобоя, англійський ріжок, 2 кларнета, 3 фагота, 4 валторни, 3 труби, 2 арфи, струнні, жіночий хор.